# Israel Shipyards

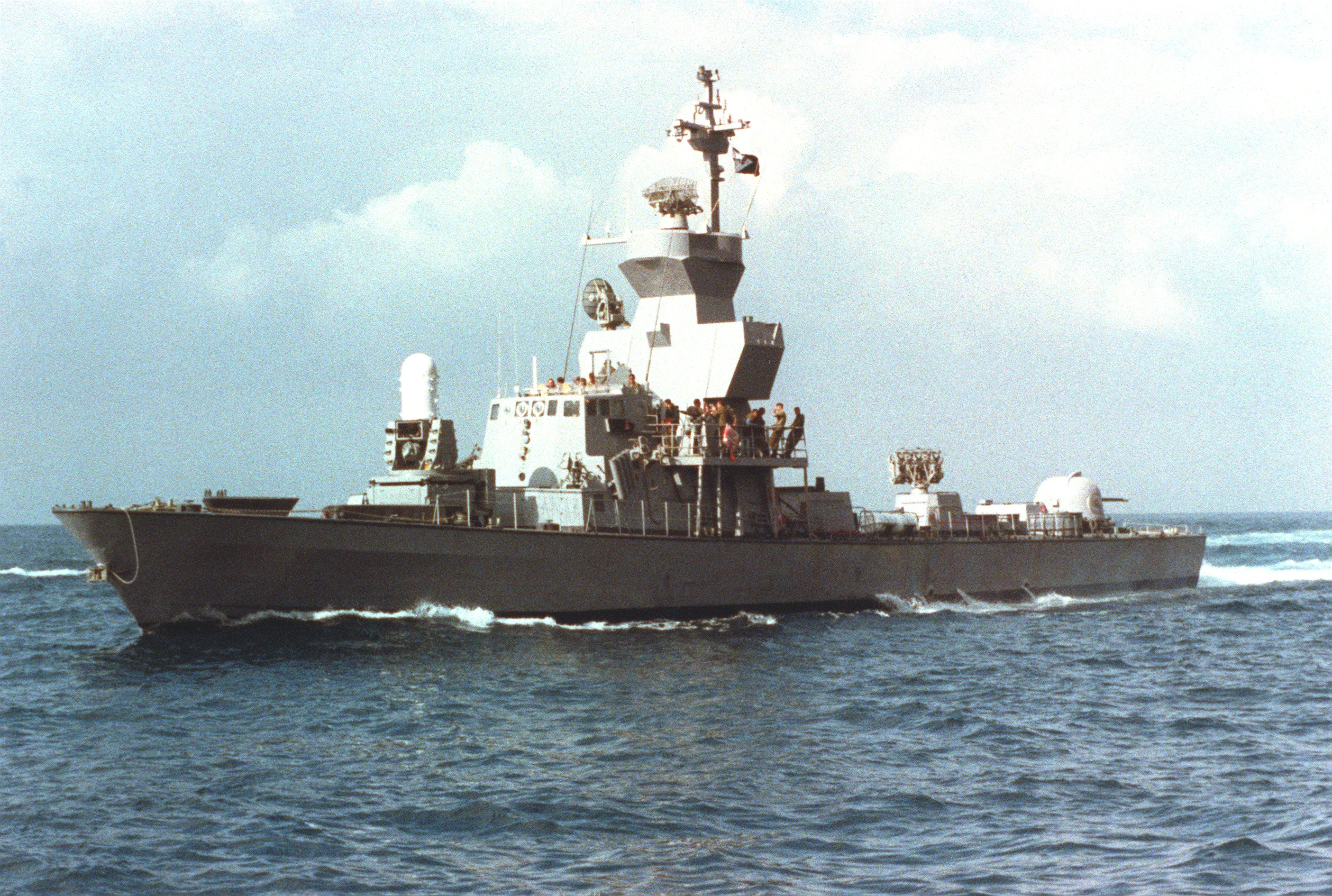
L'INS Hetz de la classe Sa'ar 4.5 de la Marine israélienne, construit aux Israel Shipyards

Les Israel Shipyards sont l'un des plus grands chantiers navals et ateliers de réparation en Méditerranée orientale. La société exploite également le premier et seul port propriété privée en Israël.
Les installations de l'entreprise sont situés près de port de Kishon (une partie du complexe portuaire de Haïfa) ; elles comprennent un dock flottant d'une capacité de levage de 20 000 tonnes et un quai de 900 mètres de long avec 12 mètres de profondeur d'eau.